# Eclipsa de Soare din 15 ianuarie 2010

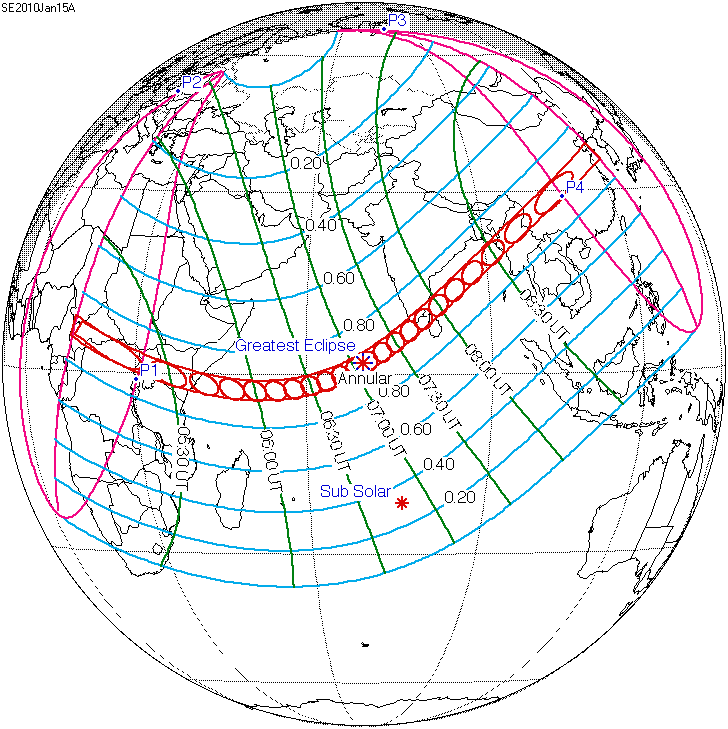
Harta eclipsei generale

Eclipsa de Soare din 15 ianuarie 2010 a fost o eclipsă de Soare inelară, a opta eclipsă inelară din secolul al XXI-lea.
Eclipsa, vizibilă pe un coridor care se întindea din Africa Ecuatorială până în China, trecând prin Oceanul Indian, Maldive și Sudul Indiei, a fost cea mai lungă eclipsă inelară din mileniul al III-lea, cu o durată maximă de 11 min 8 s.

S-a produs acum 15 ani, 70 zile.

## Caracteristici
Cu 11 min 8 s, durata maximă a eclipsei este cea mai lungă din secolul al XXI-lea, precum și din întregul mileniu al III-lea: o eclipsă inelară, cu o durată echivalentă, nu se va mai produce înainte de 23 decembrie 3043 (acea eclipsă va dura 11 min 7,8 s). Înainte de această eclipsă din 2010, cea mai lungă eclipsă inelară era cea din 4 ianuarie 1992 (11 min 41 s), care era ca și eclipsa sa omoloagă precedentă, din aceeași serie Saros. De altfel, eclipsa de Soare precedentă, producându-se la 22 iulie 2009, este cea mai lungă eclipsă totală de Soare din secolul al XXI-lea (6 min 40 s). Eclipsa din 15 ianuarie 2010 a fost a 23-a eclipsă din seria saros 141.
Magnitudinea acestei eclipse este de 0,9190, cu alte cuvinte, la durata maximă, Luna a acoperit 91,90 % din diametrul aparent al Soarelui.

## Vizibilitate

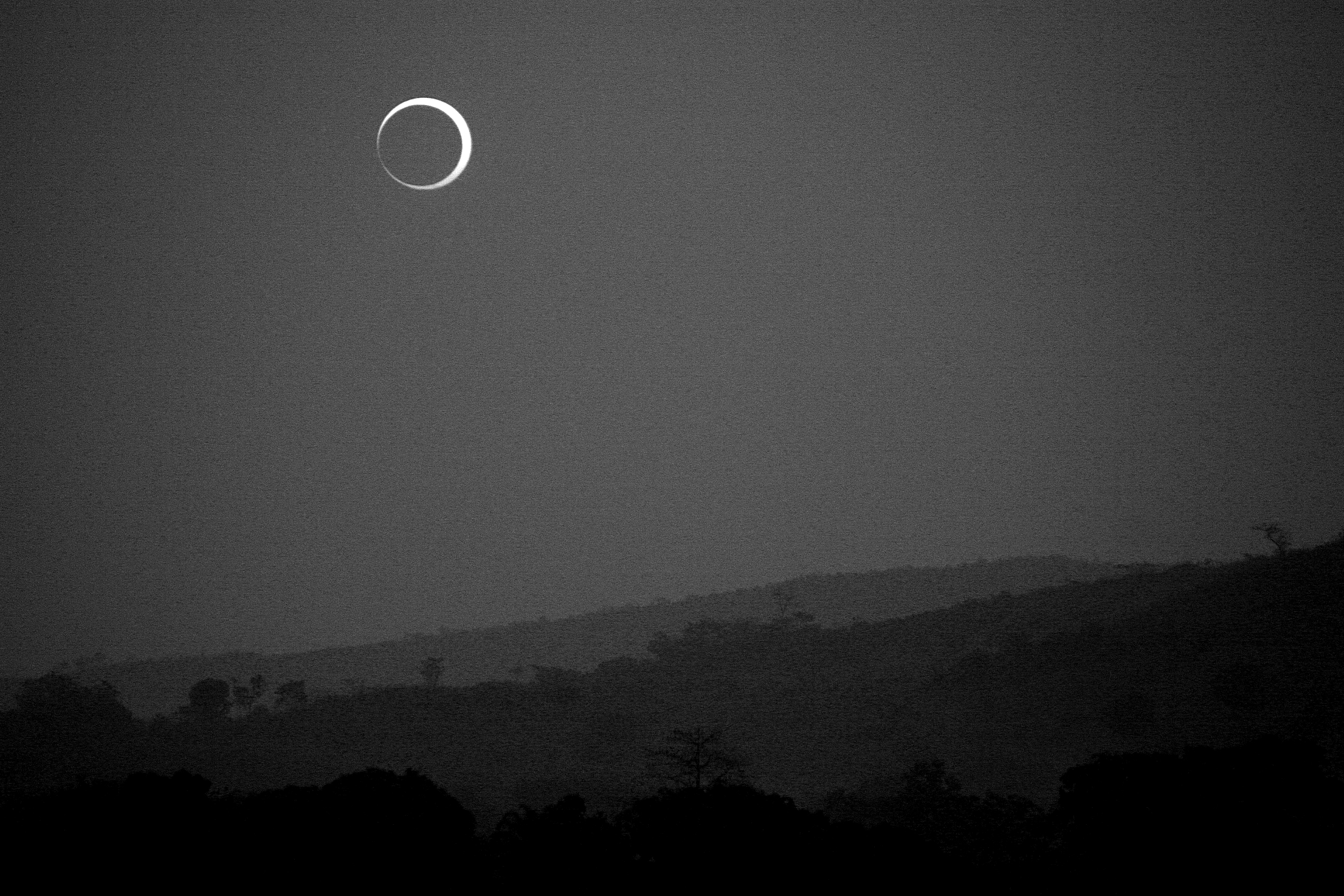
Eclipsa fotografiată la Bangui în Republica Centrafricană, la puțin timp după răsăritul Soarelui.

Eclipsa a debutat deasupra continentului african, în Republica Centrafricană, a traversat Camerunul, Republica Democrată Congo și Uganda, a trecut peste Nairobi, în Kenya, înainte de a atinge Oceanul Indian unde a avut durata maximă de 11 min 8 s.
A ajuns în Maldive unde, cu cele 10 min 40 s, eclipsa a atins durata maximă deasupra uscatului. La Malé, capitala țării, eclipsa a început la 12:20:20 și s-a terminat la 12:30:06 (ora locală, UTC+05:00). A fost și durata maximă a eclipsei în proximitatea unui aeroport internațional.
Pe la 13:20 IST, eclipsa și-a făcut apariția în India la Thiruvananthapuram în Kerala. Thiruvananthapuram a fost echipat cu telescoape și mijloace de observație destinate publicului. Centrul Spațial Vikram Sarabhai, situat la Thiruvananthapuram, a analizat atmosfera și ionosfera în timpul trecerii eclipsei.
Fenomenul a fost vizibil pentru 10 min 25 s în India și a părăsit țara la Rameswaram, în Tamil Nadu. A ajuns apoi în Sri Lanka prin insula Delft, a părăsit-o la Jaffna, a traversat golful Bengal și a intrat, din nou, în India la Mizoram. A trecut apoi în Birmania și, în sfârșit, în China, unde evenimentul s-a încheiat.
În afara benzii de 300 km lărgime, în care eclipsa a fost inelară, acoperind părți din Africa centrală, Maldive, India de sud, Sri Lanka, Bangladesh, Birmania și China, a fost vizibilă o eclipsă parțială pe cvasitotalitatea Africii, în Europa de Est, în Orientul Mijlociu și în Asia Orientală.